# Conchalí
Conchalí est une commune du Chili, située dans la province et la région métropolitaine de Santiago.

## Géographie

### Situation

Localisation de Conchalí (en rouge) au sein de l'agglomération de Santiago.

La commune s'étend sur 10,7 km2 dans le nord de l'agglomération de Santiago.

## Histoire
Le peuplement du territoire débute au XXe siècle avec l'arrivée de nombreux migrants entre 1907 et 1960 qui construisent, faute de logements disponibles, des maisons de fortune sur des terres agricoles à la périphérie de la capitale qui sont occupées sans permission. La commune est créée le 30 décembre 1927 par décret du président Carlos Ibáñez del Campo .

## Population et société

### Démographie
La population s'élevait à 121 118 habitants pour une densité de 11 011 hab./km² en 2012 et à 126 955 habitants en 2017.

## Politique et administration
La commune est dirigée par un maire et huit conseillers élus pour un mandat de quatre ans. Les dernières élections ont eu lieu les 26 et 27 octobre 2024.
| Période                                  | Période           | Identité            | Étiquette   | Qualité |
| ---------------------------------------- | ----------------- | ------------------- | ----------- | ------- |
| Les données manquantes sont à compléter. |                   |                     |             |         |
| 11 mars 1990                             | 26 septembre 1992 | María Antonieta Saa | PPD         |         |
| 26 septembre 1992                        | 6 décembre 2000   | Carlos Sottolichio  | PPD         |         |
| 6 décembre 2000                          | 4 août 2003       | Pilar Urrutia       | UDI         |         |
| août 2003                                | 6 décembre 2008   | Carlos Sottolichio  | PPD         |         |
| 6 décembre 2008                          | 6 décembre 2012   | Rubén Malvoa        | RN          |         |
| 6 décembre 2012                          | 6 décembre 2016   | Carlos Sottolichio  | PPD         |         |
| 6 décembre 2016                          | en cours          | René de la Vega     | Indépendant |         |

## Transports
La commune est desservie par les trois stations Cardenal Caro, Vivaceta et Conchalí de la ligne 3 du métro de Santiago, ainsi que par le réseau d'autobus Red de l'agglomération de Santiago.

## Personnalités liées à la commune
- Williams Alarcón (né en 2000), footballeur né à Conchalí.